# Euskal Iraultzarako Alderdia
Euskal Iraultzarako Alderdia (EIA) (en català Partit per a la Revolució Basca) fou un partit polític del País Basc marxista i nacionalista basc que tingué activitat entre 1977 i 1982.
El partit es fundà l'abril de 1977 a Gallarta (Abanto-Zierbena, Biscaia), després de la VII assemblea general d'ETA. Els seus fonaments ideològics eren una barreja d'independentisme i socialisme. En els seus començaments tenia d'orientació marxista-leninista però el partit va evolucionar cap a l'eurocomunisme. EIA va obtindre un escó a les eleccions generals espanyoles de 1977 dins la coalició d'Euskadiko Ezkerra (EE) que ocupà Francisco Letamendia Belzunce (Ortzi).
A Navarra es presentà a les eleccions amb el nom d'Unió Navarresa d'Esquerres (UNAI), grup que seguí una evolució similar a la d'EE.
El 1978 va fer campanya pel «no» en el referèndum per a l'aprovació de la Constitució espanyola, però el 1979 es mostrà a favor de l'Estatut d'autonomia del País Basc. El partit desaparegué en 1982, quan Euskadiko Ezkerra esdevingué partit polític.